# Chaetonerius apicalis
Chaetonerius apicalis är en tvåvingeart som först beskrevs av Walker 1849.  Chaetonerius apicalis ingår i släktet Chaetonerius och familjen Neriidae. Inga underarter finns listade i Catalogue of Life.